# Station de biologie marine de Dinard
La Station Marine de Dinard du Muséum national d'histoire naturelle (MNHN) est implantée rue du Port Blanc à Dinard (35). Elle constitue, avec la station de biologie marine de Concarneau, le Service des stations marines du MNHN. Elle accueille des scientifiques de deux Laboratoires sous tutelle du MNHN, l'ISYEB et BOREA ainsi que de Patrinat, un laboratoire de l’Institut français de recherche pour l'exploitation de la mer (IFREMER), et des enseignants chercheurs et scientifiques de l’université de Rennes et de l'Office français de la biodiversité. La station marine de Dinard du MNHN favorise les synergies scientifiques de ces quatre institutions scientifiques et permet de mutualiser leurs moyens nautiques et expérimentaux. Plus d'une cinquantaine de chercheurs, de doctorants (étudiants préparant une thèse) et d’étudiants en master de ces institutions travaillent sur le site. Ces équipes scientifiques mènent des recherches en biologie et en écologie marine des milieux marins côtiers et en halieutique. En juillet 2025, le MNHN informe l’Ifremer qu’il ne l’accueillera plus sur site à partir de 2027.

## Historique

### La première station marine
Depuis 1882, le Muséum national d'histoire naturelle comportait un laboratoire de recherche maritime installé dans l’ancien lazaret de l’île Tatihou, en Normandie, là où se trouve aujourd’hui le Musée maritime. En 1887, ce laboratoire devint la première station maritime du Muséum et resta en fonctionnement dans l’île Tatihou jusqu'en 1923. L’année suivante, cette station et son aquarium furent transférés dans des locaux de la Marine nationale à Saint-Servan, puis, en 1935, sur la rive ouest de l’estuaire de la Rance, le long de la promenade du Clair de Lune à Dinard.

### L'aquarium et musée de la Mer
Au-dessus de l’estuaire de la Rance, le Muséum, durant soixante ans, ouvrit au public l’« aquarium et musée de la Mer », issu en 1935 d’une collaboration entre le Muséum, l’explorateur Jean-Baptiste Charcot et la ville de Dinard, et fermé en 1996, année d’ouverture du grand aquarium Saint-Malo.
Grâce à l’appui de Jean-Baptiste Charcot, père de l’océanographie française et explorateur polaire célèbre dans les années 1930, les villas « Sorrente » et « Bric-à-brac » furent attribuées au Muséum national d'histoire naturelle par la ville de Dinard en septembre 1934. La promenade du Clair de Lune qui les dessert se situe entre l’avenue George-V et le rivage. Elles ont été construites respectivement en 1860 et 1875 dans le style des manoirs anglais. Du point de vue architectural, le musée de la mer et aquarium, décorés de statues, ont été construits par l’architecte Yves Hémar en 1935 et ajoutés aux villas qui abritaient des laboratoires, bibliothèques et salles de réunion. Un bassin d’acclimatation séparé du large par un enrochement, avait été aménagé au bas de l’institution.
Selon la plaque commémorative, la nouvelle station fut inaugurée le 29 juin 1935 par Lucien Kester maire de Dinard et par deux professeurs du Muséum : son directeur Paul Lemoine et celui de la station, de l’aquarium et du musée de la Mer, Jean Abel Gruvel. L’« aquarium et musée de la Mer » comportait 25 aquariums révélant la flore et faune de la côte d'Émeraude, et des salles « sèches » présentant les outils, les moyens et les méthodes de l’océanographie, retraçant les grandes campagnes d’exploration et montrant l’anatomie de divers animaux marins allant des coraux aux cétacés. L’intérieur avait été conçu pour donner au visiteur l’impression d’être l’hôte du capitaine Nemo, dans le sous-marin « Nautilus » imaginé par Jules Verne, observant à travers les hublots le monde sous-marin. Dans les salles « sèches », une exposition retraçait l'odyssée du commandant Charcot.

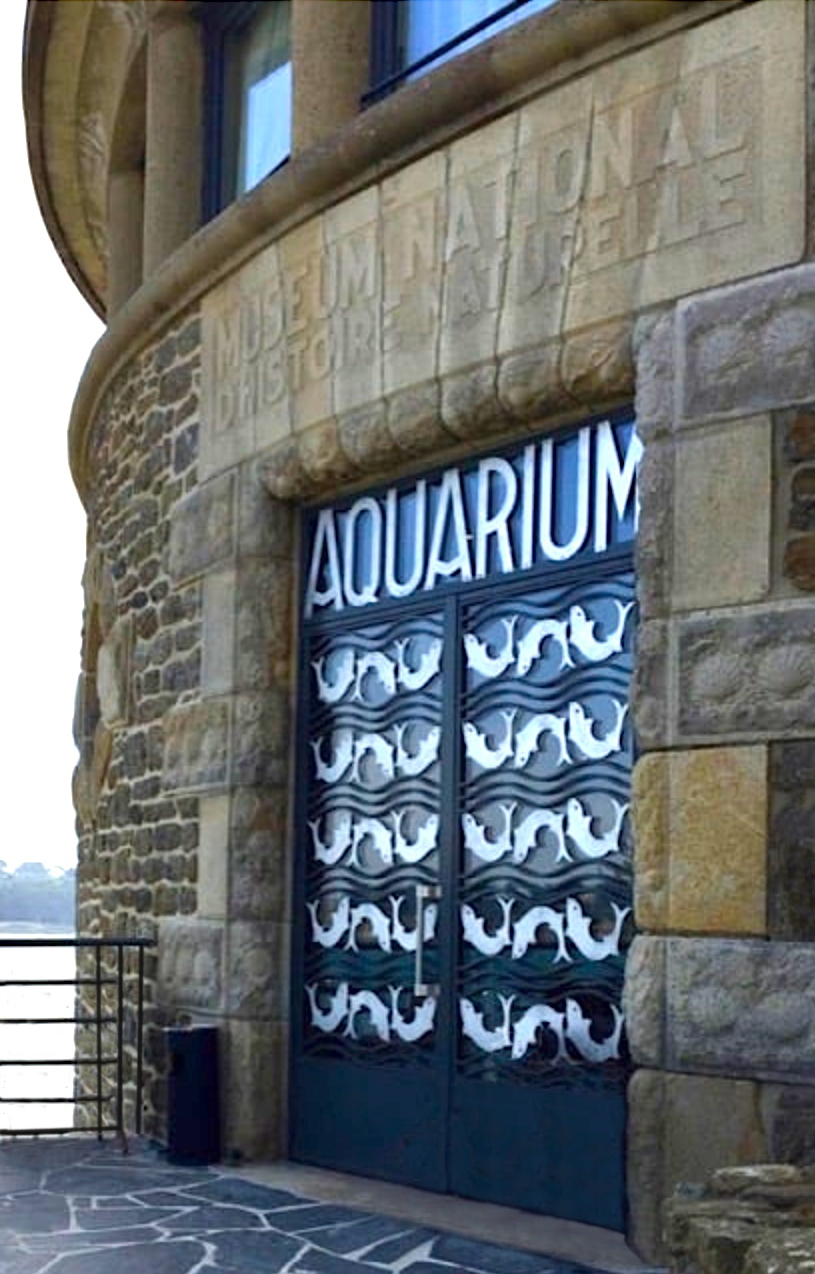
Portail de l'ancien Aquarium et Musée de la mer du Muséum national d'histoire naturelle (1935-1996, actuelle résidence Castelbrac).

La présentation visait à la fois à émerveiller pour favoriser un transfert de connaissances, qu’à modifier des préjugés, des superstitions ou des croyances concernant le monde marin. Ce rôle a été parfaitement rempli durant six décennies et a créé de nombreuses vocations, à une époque où le documentaire sous-marin n’existait pas encore. Ce fut l’un des tout premiers aquariums publics en France, avec celui de Biarritz, celui d’Endoume à Marseille et celui de la Porte Dorée à Paris. L’établissement recevait 12 000 visiteurs chaque année.
Sur le toit-terrasse de l’aquarium qui dominait l’estuaire de la Rance, une statue a été placée en 1936 au centre du groupe de l’« Éden retrouvé » de 1875, à la demande du professeur Gruvel : une « Ève tentée par le serpent » du sculpteur vendéen Gaston Guitton (1825-1891), bronze fondu par Thiébaut & fils. En 1952, cette sculpture fut jugée « indécente et immorale » par une organisation religieuse locale dont les membres vandalisèrent cette œuvre. Mieux admise par la suite, elle fut restaurée et se trouve à présent dans l’établissement hôtelier qui a succédé à l'aquarium et musée de la mer sur leur ancien site.
En 1996, le manque de financements du Muséum et de la ville pour l’entretien, la rénovation et la mise en conformité des locaux aux nouvelles normes de sécurité, conduisent à la fermeture de l’aquarium-musée qui était confronté par ailleurs, pour la partie aquariologique, à la multiplication d’autres établissements comme le grand aquarium Saint-Malo ouvert cette même année à huit kilomètres de là. Dès lors les promoteurs immobiliers s’intéressent à ce site très attractif et l’un d’entre eux finit par transformer les lieux en établissement hôtelier, inauguré en 2015.
De son côté, l’actuel CRESCO (Centre de Recherche et d’Enseignement sur les Systèmes CÔtiers), inauguré en 2009, regroupe des scientifiques et des moyens des deux stations de biologie marine du Muséum (évacuée de l’ex-« aquarium et musée de la Mer ») et de l’Ifremer (évacuée de Saint-Malo intra muros), auxquels se sont joints par la suite l’Université de Rennes-1 et l’Agence française pour la biodiversité. Les bâtiments du CRESCO furent construits en 2008 sur un terrain de 4500 m2, donné par la Ville de Dinard au Muséum en échange des locaux de la « promenade du Clair de Lune ».

### Le centre scientifique actuel
L’originalité du CRESCO est de disposer d’une plateforme de recherche expérimentale, de moyens de recherche en mer (le chalutier scientifique Louis Fage de 10m de long, et le semi-rigide Marphysa de 6,5 m) et de laboratoires au n° 38 de la rue du Port-Blanc, à Dinard, dans le département d’Ille-et-Vilaine, en France. Ces moyens, financés par des subventions du Muséum, de la région Bretagne, du conseil général d’Ille-et-Vilaine et de fonds européens gérés par la ville de Dinard, permettent de développer l’observation du plancton et des écosystèmes marins, d’analyser la qualité des eaux marines et d’évaluer l’état sanitaire des ressources exploitées. L’exceptionnelle ampleur des marées offre un large champ d’études de la biodiversité littorale, des milieux sous-marins et de leur évolution. De nombreuses études réalisées par les scientifiques du CRESCO ont des applications pratiques, économiquement et socialement importantes, et permettent de mieux connaître et comprendre la biodiversité, le fonctionnement des écosystèmes côtiers, leur qualité et les interactions avec les activités humaines dans le contexte du changement global.